# 주시 내친왕 (1287년)
쥬시 내친왕(일본어: 璹子内親王 じゅしないしんのう[*], 고안 10년 (1287년) - 엔쿄 3년 10월 8일 (1310년 10월 30일))은 가마쿠라 시대 후기의 황족이자 여원이자 가인이다. 여원호는 사쿠헤이몬인(朔平門院)이다. 후시미 천황의 1황녀로, 어머니는 좌대신 토인 사네오의 딸 스에코 (켄신몬인)이다. 고후시미 천황의 이복누나이다. 하나조노 천황의 동복누나이다. 또다른 동복형제로는 카쿠세이 법친왕 (닌나지 고시츠), 엔시 내친왕 (엔메이몬인)이 있다.

## 생애
에이닌 원년 (1293년) 1월 24일, 7살의 나이로 내친왕 선하를 받았다. 엔쿄 2년 (1309년) 6월 27일, 23세의 나이로 준삼궁이 되었다. 같은 날 원호 선하를 받아, 사쿠헤이몬인(朔平門院)이라 칭했다. 이듬해 10월 8일, 24세의 나이로 사망했다.

우타에 뛰어나, 칙찬와카집에는 『교쿠요와카슈(玉葉和歌集)』와 『후가와카슈(風雅和歌集)』에 총 10수가 입집해있다.
白みゆく空の光にかげきえて姿ばかりぞありあけの月
하얗게 질려가는 하늘 빛에 그늘진 모습만 보이는 달

『교쿠요와카슈(玉葉和歌集)』 719
うつるとき過ぐる月日をかぞへてもいつまでの身ぞさらにかなしき
비칠 때 지난 세월을 헤아려도 언제까지나 몸이 더더욱 슬프다

『후가와카슈(風雅和歌集)』 2585